# Henry Campbell-Bannerman

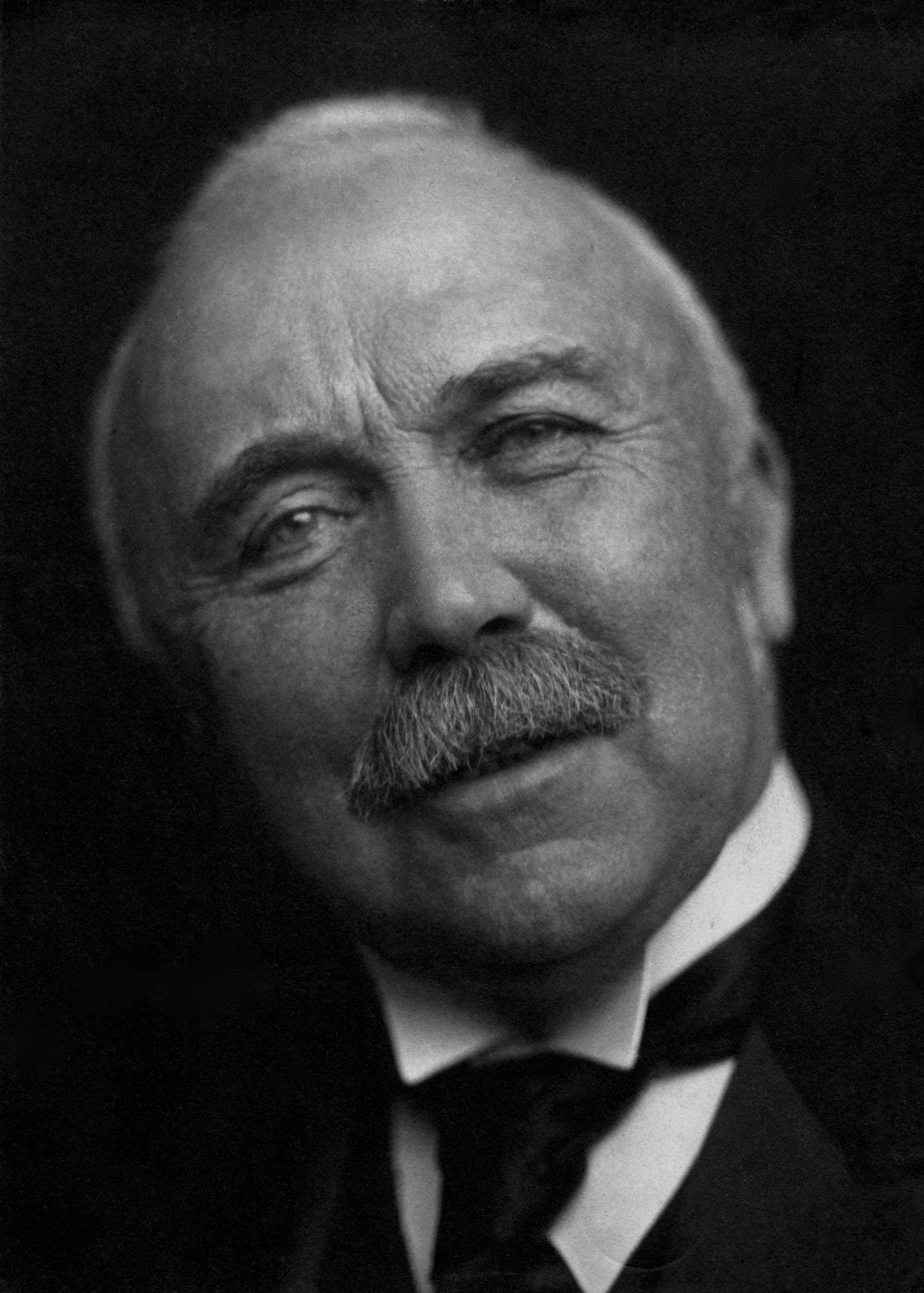
Sir Henry Campbell-Bannerman, 1902

Sir Henry Campbell-Bannerman GCB, PC (* 7. September 1836 in Glasgow; † 22. April 1908 in London) war ein britischer liberaler Politiker und Premierminister vom 5. Dezember 1905 bis zum 3. April 1908.

## Leben
Campbell-Bannerman wurde 1836 als Henry Campbell in Glasgow (Schottland) geboren. Sein Vater war Sir James Campbell, Lord Provost (etwa: Oberbürgermeister) von Glasgow, seine Mutter war Janet Bannerman. Er besuchte die Glasgow High School, anschließend die Universität Glasgow und danach das Trinity College in Cambridge.
1868 wurde er als liberaler Abgeordneter ins Unterhaus gewählt. 1884 trat er Gladstones zweitem Kabinett als Minister für Irland bei. In Gladstones drittem (1886) und viertem (1892–1894) Kabinett und auch in Roseberys Regierung (1894–1895) diente er als Kriegsminister. Als sein größter Erfolg in dieser Zeit gilt, dass er den Herzog von Cambridge, einen Cousin der Königin Victoria und Oberbefehlshaber der Truppen, zum Rücktritt bewegen konnte. Dadurch wurde der Weg für dringend notwendige Reformen der Armee frei; Campbell-Bannerman wurde 1895 als Knight Grand Cross des Order of the Bath zum Ritter geschlagen.
1898 wurde Campbell-Bannerman Nachfolger von Sir William Vernon Harcourt als Führer der Liberalen im Unterhaus. Zu diesem Zeitpunkt wurde er jedoch eher als ein Platzhalter und Übergangslösung angesehen. Er hatte die schwierige Aufgabe, die zerstrittene Partei zusammenzuhalten. Der Burenkrieg in Südafrika bedeutete für die Liberale Partei eine schwere innere Zerreißprobe. Rosebery, H. H. Asquith und Edward Grey unterstützten den Krieg im Zeichen des Britischen Imperialismus, John Morley und der junge David Lloyd George lehnten ihn hingegen strikt ab. Mit Ende des Krieges rückten jedoch schnell wieder andere Themen in den Vordergrund. Nach dem Rücktritt der konservativen Regierung Balfour im Dezember 1905 wurde Campbell-Bannerman mit der Bildung einer neuen Regierung beauftragt. Ein Versuch des Triumvirats Asquith, Grey und Haldane, Campbell-Bannerman im Zuge des sogenannten Relugas Compact ins Oberhaus „abzuschieben“ scheiterte. Stattdessen nahm er eine starke Position als Führer des Unterhauses ein, die durch einen Erdrutsch-Sieg in der von ihm im Januar 1906 initiierten Neuwahl – die den Liberalen zahlreiche zusätzliche Mandate erbrachte – noch weiter gestärkt wurde.
Die Liberalen traten mit einem umfangreichen Reformprogramm an und intendierten, zahlreiche Gesetze einzubringen, die die Armut in Teilen der Gesellschaft lindern sollten. Die Umsetzung dieser Reformgesetze stellte sich teilweise als sehr schwierig dar, weil die konservativen Lords des Oberhauses die meisten Reformvorhaben der Liberalen blockierten. Immerhin erreichte seine Regierung mit seinem Außenminister Sir Edward Grey Verständigung mit dem Kaiserreich Russland: den Vertrag von Sankt Petersburg und einen Vertrag über Tibet (beide geschlossen am 31. August 1907).
Ebenfalls 1907 wurde Campbell-Bannerman zum Father of the House (Abgeordneter mit der längsten ununterbrochenen Mandatszeit). Er ist bis heute der einzige Premierminister, der diese Rolle innehatte.
Seit langem von schlechter Gesundheit, erlitt Campbell-Bannerman im Verlauf des Jahres 1907 drei Herzanfälle. Mehrere kurze Kuren bewirkten keine Besserung. In dieser Phase wurde er jeweils von Schatzkanzler Asquith, seit langem der kommende Mann in Wartestellung, vertreten. Im Februar 1908 erlitt er einen erneuten Herzanfall. Campbell-Bannerman trat deshalb am 3. April 1908 von seinem Amt zurück. Er starb nur 19 Tage später in Downing Street No. 10. Sein Nachfolger als Premierminister wurde Asquith.
Campbell-Bannerman wurde bestattet auf dem Friedhof der Pfarrkirche von Meigle, in der Nähe von Belmont Castle, seinem Heim seit 1887. An der Außenwand der Kirche erinnert eine Steinplatte an ihn.